# Dínos Angelídis
Konstantínos Angelídis (en grec : Κωνσταντίνος Αγγελίδης), souvent appelé Dínos Angelídis (Ντίνος Αγγελίδης), né le 5 avril 1969 à Vienne, en Autriche, est un ancien joueur grec de basket-ball. Il évolue au poste de pivot.

## Palmarès
- Finaliste du championnat d'Europe 1989